# 942.
◄ | 9. stoljeće | 10. stoljeće | 11. stoljeće | ►
◄ | 910-ih | 920-ih | 930-ih | 940-ih | 950-ih | 960-ih | 970-ih | ►
◄◄ | ◄ | 939. | 940. | 941. | 942. | 943. | 944. | 945. | ► | ►►
Astronomija • Knjige • Književnost • Kršćanstvo • Pravo • Promet

## Događaji
- Pietro III. Candiano je izabran za mletačkog dužda.

## Smrti
- Stjepan VIII., papa

## Vanjske poveznice
|  | Zajednički poslužitelj ima još gradiva o temi 942. |